# Cantó d'Amance
El cantó d'Amance és un cantó francès del departament de l'Alt Saona, situat al districte de Vesoul. Té 13 municipis i el cap és Amance.

## Municipis
- Amance
- Anchenoncourt-et-Chazel
- Baulay
- Buffignécourt
- Contréglise
- Faverney
- Menoux
- Montureux-lès-Baulay
- Polaincourt-et-Clairefontaine
- Saint-Remy
- Saponcourt
- Senoncourt
- Venisey

## Història
| Data d'elecció                           | Identitat        | Partit                     | Qualitat |
| ---------------------------------------- | ---------------- | -------------------------- | -------- |
| 1945-1955                                | Maurice Cachot   | Divers droite, després RPF |          |
| 1955-19..                                | Camille Bussière | RI, després UDF            |          |
| 19..-1998                                | Guy Philiponet   | RPR                        |          |
| 1998-                                    | Jean-Paul Pugin  | Divers gauche              |          |
| les dades anteriors no són pas conegudes |                  |                            |          |
|                                          |                  |                            |          |

## Demografia
| A partir de 1990: Població sense dobles comptes |